# Клоар-Карноэт
Клоар-Карноэт (фр. Clohars-Carnoët) — коммуна на северо-западе Франции, находится в регионе Бретань, департамент Финистер, округ Кемпер, кантон Кемперле. Расположена в 54 км к юго-востоку от Кемпера и в 74 км к западу от Ванна, на побережье Атлантического океана в месте впадения в него реки Лаита, в 12 км от национальной автомагистрали N165.
Население (2019) — 4 528 человек. 

## История
Считается, что на территории современного Клоар-Карноэт проживали неандертальцы, поскольку в лесу между Кемперле и Клоар-Карноэт были обнаружены остатки каменных орудий мустьерской эпохи,  хотя следов существования поселения в доисторические времена не было найдено. На территории коммуны находятся около десятка дольменов и менгирей. Также было обнаружено большое количество оружия, относящегося к бронзовому веку. На территории бывшей деревни Сен-Жюльен на берегу реки Лаита обнаружено захоронение галло-римского периода с предметами эпохи императора Константина I.
В 1170 году герцог Конан IV передал монахам цистерцианского аббатства Нотр-Дам из Кемпера несколько деревень, расположенных недалеко от леса Карноэт. В 1177 году святой Морис де Карноэт, в то время настоятель аббатства Нотр-Дам, основал на берегу Лаиты аббатство под названием Нотр-Дам-де-Карноэт, настоятелем которого он был до своей смерти в 1191 году. Позже аббатство стало называться Сен-Морис-де-Карноэт.

## Достопримечательности
- Развалины аббатства Святого Мориса
- Дом-музей в районе Пулдю с реконструкцией интерьера отеля Buvette de la plage, в котором в 1889 году останавливался Поль Гоген

## Экономика
Структура занятости населения:
- сельское хозяйство — 5,5 %
- промышленность — 26,7 %
- строительство — 7,9 %
- торговля, транспорт и сфера услуг — 35,4 %
- государственные и муниципальные службы — 24,4 %

Уровень безработицы (2018) — 10,8 % (Франция в целом —  13,4 %, департамент Финистер — 12,1 %). 

Среднегодовой доход на 1 человека, евро (2018) — 23 570 (Франция в целом — 21 730, департамент Финистер — 21 970).

## Демография
Динамика численности населения, чел.

## Администрация
Пост мэра Клоар-Карноэт с 2008 года занимает социалист Жак Жюлу (Jacques Juloux).  На муниципальных выборах 2020 года возглавляемый им левый блок победил во 2-м туре, получив 51,07 % голосов. 
| Период | Период | Фамилия             | Партия                                     | Примечания                          |
| ------ | ------ | ------------------- | ------------------------------------------ | ----------------------------------- |
| 1965   | 1971   | Франсиск Тимё       |                                            |                                     |
| 1971   | 1977   | Жюльен Ле Гревеллек | Французская секция Рабочего интернационала | производитель сидра                 |
| 1977   | 1980   | Жозеф Санкео        | Союз за французскую демократию             |                                     |
| 1980   | 2001   | Марсель Рауль       | Объединение в поддержку Республики         | директор отделения службы занятости |
| 2001   | 2008   | Рене Ле Флош        | Разные правые                              |                                     |
| 2008   |        | Жак Жюлу            | Социалистическая партия                    | учитель                             |

## Города-побратимы
- Данмор-Ист, Ирландия
- Нава, Испания

## Галерея

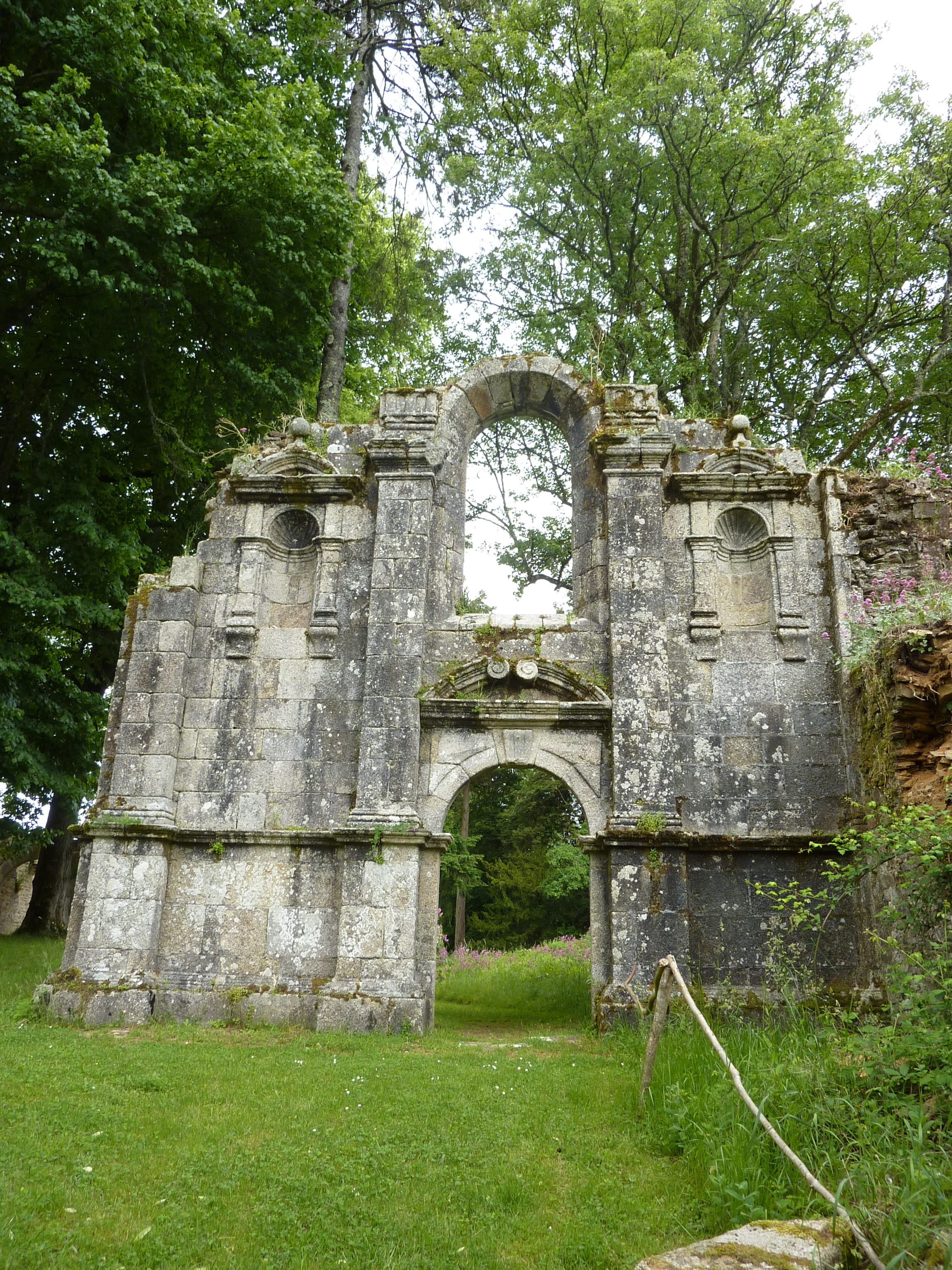
Развалины аббатство Святого Мориса
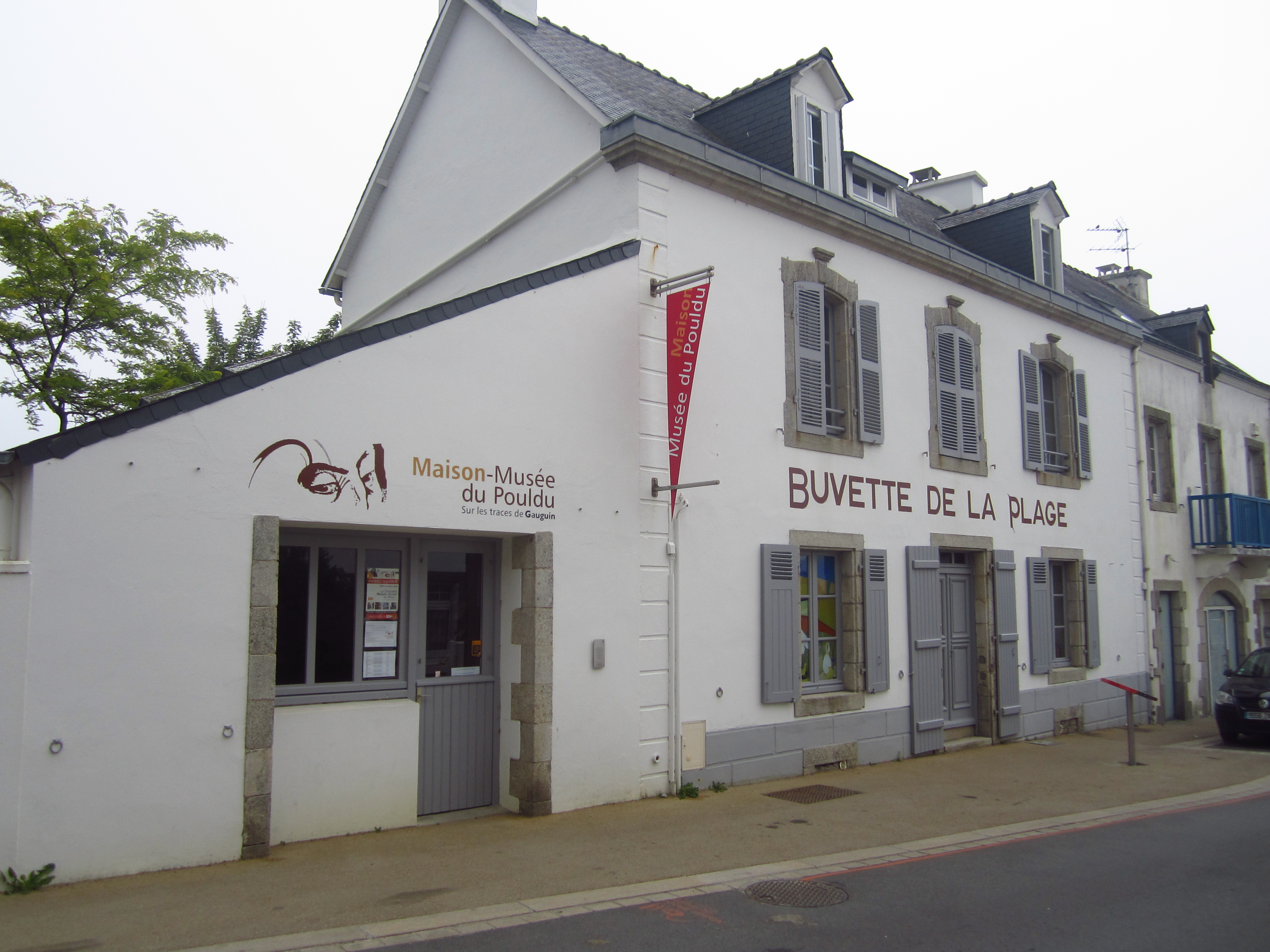
Дом-музей в Пулдю